# Jana Voosen

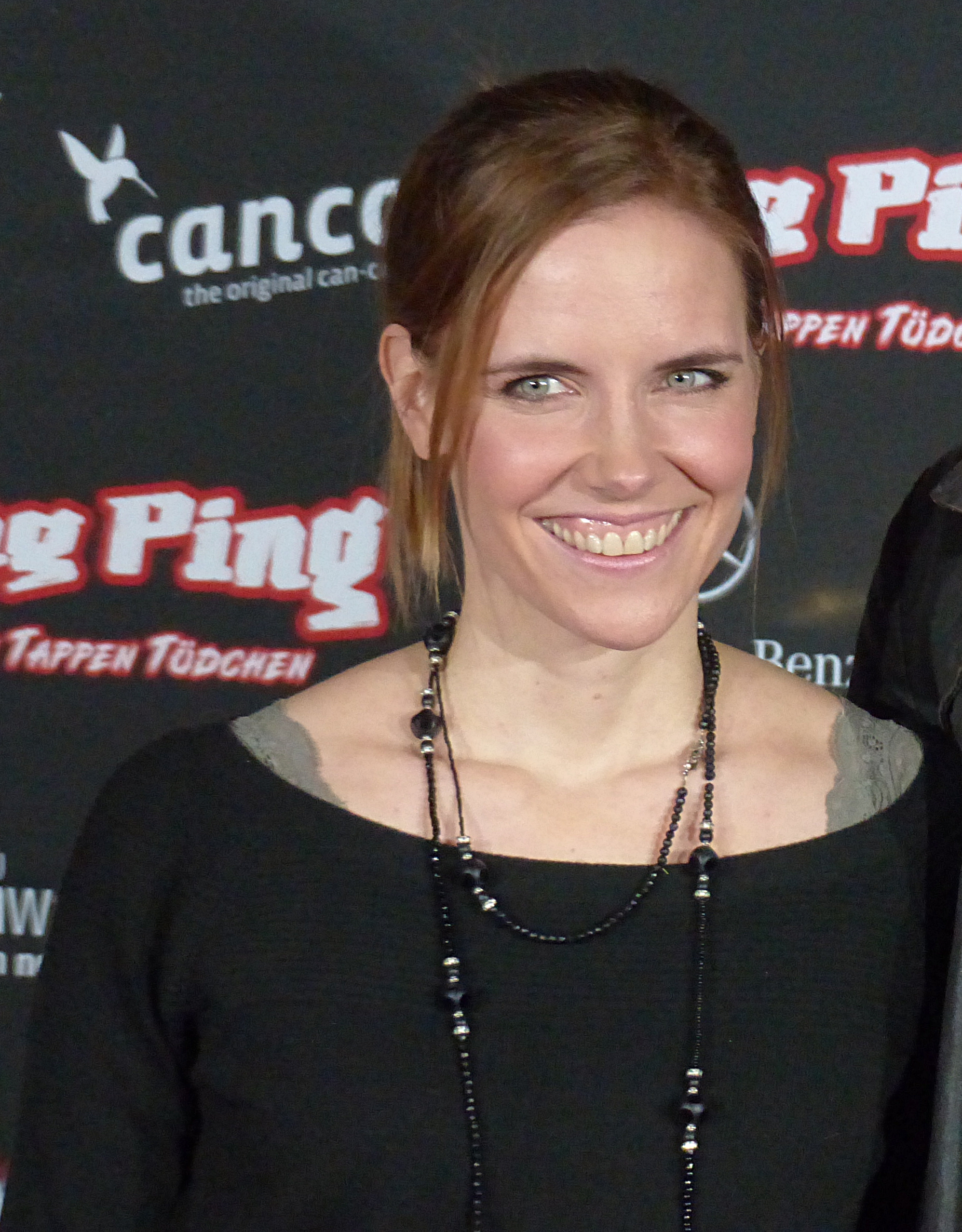
Jana Voosen bei der Deutschlandpremiere von „King Ping“ (2013)

Jana Voosen (* 7. Mai 1976 in Hamburg) ist eine deutsche Schauspielerin und Schriftstellerin.

## Biografie
Jana Voosen absolvierte ihr Abitur und ihre Banklehre in Wuppertal. An Schauspielschulen in Hamburg und New York wurde sie zur Schauspielerin ausgebildet. Sie schreibt Romane, Drehbücher und Theaterstücke. 
Seit Anfang des Jahres 2014 ist Voosen mit dem Regisseur und Drehbuchautor Kilian Riedhof verheiratet.

## Filmografie (Auswahl)
- 2002: Broti & Pacek
- 2002: Stahlnetz: Ausgelöscht
- 2002: Tatort: Der Passagier
- 2003: Evelyn Hamann Special
- 2003: Luis
- 2004: Einsatz in Hamburg
- 2004–2005: Marienhof (Hauptrolle)
- 2005: Tatort: Feuerkämpfer
- 2006: Im Tal der wilden Rosen: Bis ans Ende der Welt
- 2006: Doppelter Einsatz
- 2006: Großstadtrevier
- 2006: Notruf Hafenkante
- 2006: Profile of Fear (engl.) (Hauptrolle)
- 2007: Sommerwellen
- 2007: Deadline
- 2008: Tatort: Und tschüss
- 2008: Sommerwellen
- 2008: Küstenwache – Geld oder Leben
- 2008–2009: Klinik am Alex (Hauptrolle)
- 2009: Geliebte Familie (Hauptrolle)
- 2009: Hochzeitsreise zu viert (Hauptrolle)
- 2010: Ein Fall für Zwei – Todeslauf
- 2012: King Ping
- 2012: Heiter bis tödlich: Morden im Norden
- 2012: Küstenwache – Vergiftete Freundschaft
- 2013: Musikvideo „Sie ist wie April“ / Jan Sievers
- 2013: Happy Anniversary
- 2014: Tatort: Der sanfte Tod
- 2015: Der Fall Barschel
- 2015: Mein Sohn Jerome
- 2015: Homeland (Fernsehserie, Episode 5x11)
- 2016: Pfefferkörner
- 2017: Die Diplomatin: Jagd durch Prag
- 2018: Tatort: Maleficius
- 2021: Sesamstraße präsentiert: Eine Möhre für Zwei
- 2023: Hotel Mondial

## Werke

### Romane
- 2004: Schöner Lügen (Heyne) ISBN 978-3453878136
- 2005: Er liebt mich (Heyne) ISBN 978-3453401228
- 2006: Venus allein zu Haus (Heyne) ISBN 978-3453722019
- 2007: Zauberküsse (Heyne) ISBN 978-3453580374
- 2008: Mit freundlichen Küssen (Heyne) ISBN 978-3453405714
- 2009: Allein auf Wolke Sieben (Heyne) ISBN 978-3453406582
- 2011: Prinzessin oder Erbse? (Heyne) ISBN 978-3453408418
- 2012: Liebe mit beschränkter Haftung (Heyne) ISBN 978-3453409170
- 2013: Pantoffel oder Held? (Heyne) ISBN 978-3453410138
- 2014: Und Eva sprach (Heyne) ISBN 978-3453417892
- 2016: Santa schmeißt hin (Lübbe) ISBN 978-3986830014
- 2019: Für immer die Deine (Heyne) ISBN 978-3453423114
- 2021: Broken World – Wie willst du leben? (FJB) ISBN 978-3841421746
- 2021: Unser Weg nach morgen (Heyne) ISBN 978-3453425255
- 2022: Broken World 2 – Wer willst du sein? (Neobooks)
- 2023: Im nächsten Jahr zur selben Zeit (Heyne) ISBN 978-3-453-42526-2

### Theaterstücke
- 2003: Hunger (Deutscher Theaterverlag)
- 2004: Schlafmohn (Deutscher Theaterverlag)
- 2011: Dramaqueens (Deutscher Theaterverlag)
- 2023: Der Kritiker (LITAG Theaterverlag München)
- 2024: Die Homestory (LITAG Theaterverlag München)

### Drehbuch
- 2014: Happy Anniversary (Kurzspielfilm)
- 2018: Familie Dr. Kleist, TV-Serie (2 Folgen „Gemeinsam statt einsam“ und „Eine Frage des Vertrauens“)
- 2024: Notruf Hafenkante, TV-Serie
- 2025 Notruf Hafenkante, TV-Serie